# الخوالد (سيدي سالم)
قرية الخوالد هي إحدى القرى التابعة لمركز سيدي سالم في محافظة كفر الشيخ في جمهورية مصر العربية. حسب إحصاءات سنة 2006، بلغ إجمالي السكان في الخوالد 3120 نسمة، منهم 1718 رجل و1402 امرأة.